# Toporec
Toporec es un municipio del distrito de Kežmarok en la región de Prešov, Eslovaquia, con una población estimada a final del año 2024 de 2055 habitantes.
Se encuentra ubicado al noroeste de la región, cerca del río Poprad (cuenca hidrográfica del río Vístula) y de la frontera con Polonia.

## Demografía
| Año        | 1994 | 2004     | 2014     | 2024    |
| ---------- | ---- | -------- | -------- | ------- |
| Población  | 1521 | 1695     | 1898     | 2055    |
| Diferencia |      | +11,43 % | +11,97 % | +8,27 % |

| Año        | 2023 | 2024    |
| ---------- | ---- | ------- |
| Población  | 2039 | 2055    |
| Diferencia |      | +0,78 % |